# Port lotniczy Asosa
Port lotniczy Asosa (kod IATA: ASO, kod ICAO: HASO) – etiopskie lotnisko obsługujące Asosa.

## Linie lotnicze i połączenia
| Linia Lotnicza     | Kierunek       |
| ------------------ | -------------- |
| Ethiopian Airlines | 1. Addis Abeba |